# Rudolf Bamler

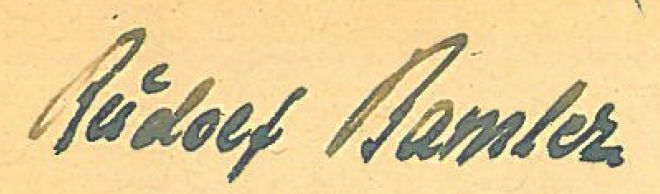
Detailvergrößerung der Unterschrift Bamlers auf seinem Lebenslauf vom 7. Mai 1950 (Bundesarchiv, Militärarchiv Freiburg im Breisgau)

Rudolf Karl Johannes Bamler (* 6. Mai 1896 in Kossebau bei Osterburg (Altmark); † 13. März 1972 in Groß Glienicke, Kreis Nauen) war ein deutscher Heeresoffizier (seit 1943 Generalleutnant).
Im Ersten Weltkrieg diente er als Offizier in der Preußischen Armee, anschließend in der Reichswehr und der Wehrmacht. Im Zweiten Weltkrieg fungierte Bamler als Chef des Generalstabes bei verschiedenen Generalkommandos. Ab Juni 1944 befehligte er die 12. Infanterie-Division. Nach deren Zerschlagung im gleichen Monat im Zuge der Operation Bagration geriet er in sowjetische Kriegsgefangenschaft. Dort schloss sich Bamler dem Nationalkomitee Freies Deutschland (NKFD) und dem Bund Deutscher Offiziere (BDO) an und wurde im April 1950 in die Deutsche Demokratische Republik (DDR) entlassen.
In der Kasernierten Volkspolizei (KVP) stieg er in den Rang eines Generalmajors auf. Seine Entlassung erfolgte im Zusammenhang mit dem Aufstand vom 17. Juni 1953. Ab 1956 arbeitete Bamler für das Ministerium für Nationale Verteidigung (MfNV) als freier wissenschaftlicher Mitarbeiter sowie später nach unbestätigten Informationen für das Ministerium für Staatssicherheit (MfS).
Bekanntheit erlangte Bamler ab den frühen 1960er Jahren als Publizist der Arbeitsgemeinschaft ehemaliger Offiziere (AeO). Neben Bamler dienten mit Walter Freytag, Otto Korfes, Arno von Lenski, Vincenz Müller, Karl Hans Walther und Hans Wulz sechs weitere ehemalige Generale der Wehrmacht in der KVP beziehungsweise der späteren Nationalen Volksarmee (NVA).

## Jugend und Erster Weltkrieg

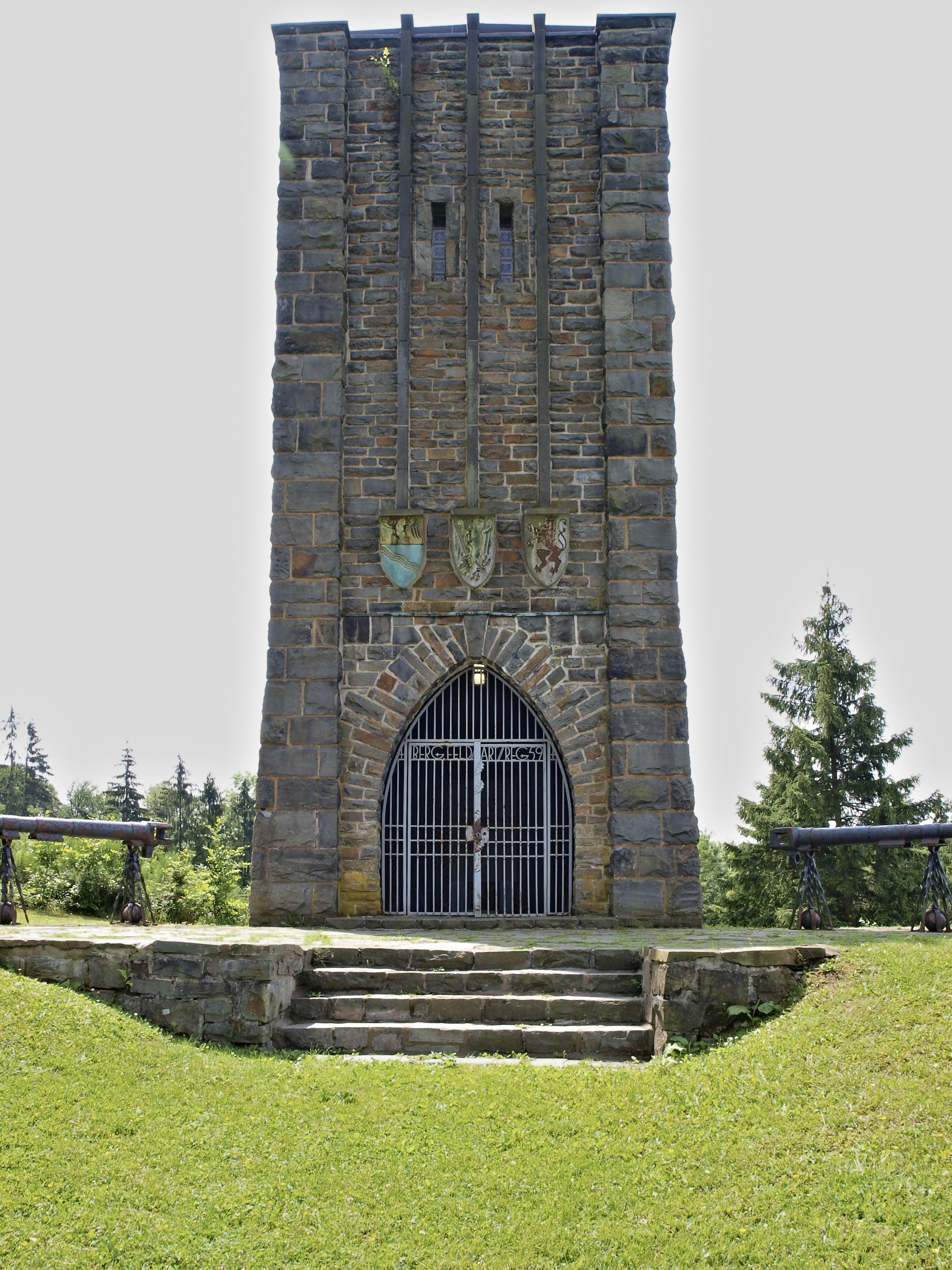
Das Ehrenmal des Bergischen Feldartillerie-Regiments Nr. 59 bei Schloss Burg

Rudolf war das einzige Kind des evangelischen Dorfpfarrers Johannes Bamler (* 1864) und dessen Ehefrau Anna, geborene Garlipp (1873–1932).
Er wuchs in kleinbürgerlichen und bescheidenen Verhältnissen auf. Die Erziehung im Elternhaus orientierte sich an christlich-humanistischen Werten. Von 1903 bis 1905 besuchte er die Dorfschule in Kossebau. Anschließend nahm er von 1905 bis 1907 Privatunterricht bei seinem Vater, der früher als Rektor in Neuwedell und Osterburg tätig gewesen war. Sein Hobby war das Reiten.
1907 bestand er die Aufnahmeprüfung für die Quarta des Humanistischen Gymnasiums in Salzwedel (heute Friedrich-Ludwig-Jahn-Gymnasium). Um die hohen Pensionskosten zu finanzieren, ließ sich sein Vater 1909 nach Perver versetzen. Am 12. März 1914 legte Bamler das Abitur ab.
Er entschloss sich, die Laufbahn eines Berufsoffiziers einzuschlagen, um die elterliche Kasse nicht mit einem kostspieligen Studium zu belasten.
Am Tag seines Abiturexamens trat der siebzehnjährige Bamler als Fahnenjunker in das Bergische Feldartillerie-Regiment Nr. 59 (FaR 59) in Köln ein. Er meinte, als Berufsoffizier dem Deutschen Kaiserreich am besten dienen zu können. Mit Ausbruch des Ersten Weltkriegs wurde sein Regiment am 2. August 1914 mobilgemacht und der 15. Artillerie-Brigade im Verband der 15. Division von Generalleutnant Julius Riemann (VIII. Armee-Korps) unterstellt. Das Regiment wurde umgehend an der Westfront eingesetzt, wo es überwiegend während des Krieges im Einsatz stand. Bamler übte dabei ab August 1914 die Funktion eines Batterieoffiziers aus. Im Dezember des gleichen Jahres wurde er zum Leutnant befördert
Von 1916 bis März 1917 lag die Division mit den ihr unterstellten Regimentern an der Ostfront. Dort waren sie an den Kämpfen am Stochod beteiligt. Während dieser Zeit in Russland diente Bamler von Oktober bis November 1916 als Artilleriebeobachter in der II. Abteilung seines Regiments. Anschließend fand er längere Verwendung als Adjutant. Im Dezember 1916 wurde das Regiment direkt der 15. Division und am 11. März 1917 dem Artillerie-Kommandeur Nr. 15 (Arko 15) unterstellt. Mit dieser Unterstellung war die Rückverlegung seines Regiments an die Westfront verbunden. Dort traf es im Mai 1917 ein. Bamler fungierte weiterhin als Adjutant. Das Regiment nahm in diesem Monat an der Doppelschlacht an der Aisne und in der Champagne und im Spätherbst 1917 unter anderem an der Dritten Flandernschlacht teil. Im letzten Kriegsjahr diente Bamler von Januar bis Juli 1918 als Ordonnanzoffizier bei seinem Regimentsstab und danach als Regimentsadjutant. In dieser Funktion wurde er am 18. Oktober 1918 zum Oberleutnant befördert.
Während des Krieges wurden Bamler beide Klassen des Eisernen Kreuzes verliehen. Nach dem Waffenstillstand von Compiègne gelangte das Regiment, dem Bamler angehörte, zurück nach Deutschland. Dort leitete er ab Dezember 1918 bis Frühjahr 1919 die Demobilisierung des Regiments in Wildeshausen im Landkreis Oldenburg.

## Weimarer Republik
Beförderungen
- 3. Oktober 1914 Fähnrich
- 31. Dezember 1914 Leutnant
- 18. Oktober 1918 Oberleutnant
- 1. November 1927 Hauptmann
- 1. April 1934 Major
- 1. August 1936 Oberstleutnant
- 1. März 1939 Oberst
- 1. April 1942 Generalmajor
- 1. Oktober 1943 Generalleutnant
- 1. Oktober 1952 Generalmajor der KVP

Für Bamler waren die Abdankung Kaiser Wilhelms II. und der Untergang der Monarchie folgerichtiges Ergebnis einer falschen Politik gegenüber der Arbeiterschaft. Aufgrund seiner bürgerlichen Erziehung und Fronterlebnisse interpretierte er die neue Zeit als „Aufbruch“, die es nun zu schützen galt. Wie viele andere „heimatlose“ Soldaten dieser Zeit war auch Bamler an einem Verbleib im Militärdienst interessiert. So trat er auf Wunsch seines alten Batteriechefs am 7. April 1919 als Abteilungsadjutant in das Mobile Freiwillige Garde-Artillerie-Regiment in Berlin ein. Dieses Regiment war für den Einsatz im Grenzschutz Ost vorgesehen, wurde jedoch nach dessen Aufstellung in das Freikorps Reinhard eingegliedert. Als Folge davon verblieb es in Berlin, so dass es auch Anfang 1919 an den dortigen Straßenkämpfen teilnahm.
Am 1. August 1919 trat Bamler als Regimentsadjutant in das Reichswehr-Artillerie-Regiment 15 der Vorläufigen Reichswehr ein. Im Januar 1921 erfolgte seine Versetzung zum 3. (Preußischen) Artillerie-Regiment nach Frankfurt (Oder), wo er als Regimentsadjutant und Batteriechef eingesetzt wurde. Standorte des Regiments waren neben Frankfurt (Oder) die Orte Sagan, Sprottau, Schweidnitz und Neisse.
Während seiner Stationierung lernte er Mary Wehmer (* 1894) kennen. Sie war die Tochter eines selbstständigen Arztes und arbeitete als Krankenschwester. Am 3. September 1924 heirateten beide. Aus ihrer Ehe gingen Hans-Joachim Bamler (1925–2015) und die Tochter Annemarie (* 1928) hervor.
Bamler sah während der Weimarer Republik seine Zukunft als Offizier in der jungen Reichswehr. Dessen ersten Oberbefehlshaber Gustav Noske, auch als Bluthund der jungen Reichsregierung bekannt, betrachtete er als Repräsentanten einer neuen Zeit. Von Oktober 1923 bis September 1925 absolvierte Bamler beim Wehrkreis-Kommando III in Berlin eine Führergehilfenausbildung. Daneben studierte er die Fremdsprachen Englisch, Spanisch und Französisch. Im Januar und Februar 1926 folgte eine Ausbildung in der Fachrichtung Transportwesen. Ungemeines Interesse entwickelte Bamler für jede Art von technischen Neuentwicklungen. Als ehemaliger Artillerist verfolgte er als Zuschauer auf dem Schießplatz von Kummersdorf die ersten Vorführungen von Raketengeschossen.
Seine 1924 begonnene Führergehilfenausbildung, aus Tarnungsgründen wurde diese nicht Generalstabsausbildung genannt, schloss Rudolf Bamler 1927 ab. Danach wurde er zum 1. Oktober 1927 in das Reichswehrministerium (RWM) abkommandiert und am 1. November 1927 zum Hauptmann befördert. Hier versah er in der Heeresstatistischen Abteilung (T 3), dem militärischen Nachrichtendienst als Referent im Bereich 3 Fremde Heere seinen Dienst. Leiter der militärischen Abwehr, der Abwehrabteilung, war zu diesem Zeitpunkt Günther Schwantes (1881–1942). Seine Tätigkeit in der T 3 beeinflusste Bamlers weitere militärische Laufbahn nachhaltig. In dieser Funktion bearbeitete er anfangs als Nachrichtenoffizier die französischen und spanischen Streitkräfte. Später, nunmehr als Gruppenleiter, war er zusätzlich für die britischen und US-amerikanischen Streitkräfte verantwortlich. Darüber hinaus unterhielt Bamler Verbindungen zu südamerikanischen Staaten sowie den asiatischen Ländern China und nach Japan.
Ab 1929 erlebte Bamler die Auswirkungen der Weltwirtschaftskrise auf Deutschland. Er geriet, bis dahin politisch eher uninteressiert, in den Sog der um ihn herum tobenden Auseinandersetzungen radikaler politischer Gruppierungen und ihrer Propaganda. Seiner Meinung nach benötigte Deutschland Anfang der 1930er Jahre eine stärkere Führung, um diesem Land zu „neuem Glanze“ in der Welt zu verhelfen. Daher war er empfänglich für die Propaganda der aufkommenden Nationalsozialisten um Adolf Hitler, deren Aufruf zum Kampf gegen das „Versailler Diktat“ und sozialen Forderungen Bamlers volle Zustimmung fanden. Später schilderte Bamler seine Zuwendung zum NS-Regime mit den Worten:

„Politisch völlig ungebildet, wie ich denn war, fand ich hier erstmals das, was ich glaubte, selbst zu wollen!“

Auch in seinem Tätigkeitsbereich blieben diese gesellschaftlichen Entwicklungen innerhalb der Weimarer Republik nicht außen vor. Am 31. Januar übernahm, nach vorangegangenen Auseinandersetzungen, denen sein Abteilungsleiter Günther Schwantes in besonderer Weise ausgesetzt war, Ferdinand von Bredow (1884–1934) die Leitung der Abwehrabteilung. Auch nach der Umstrukturierung der Abteilung im Folgejahr, die zur gewollten Trennung der Nachrichtenbeschaffung von der Nachrichtenauswertung führte, blieb Rudolf Bamler in dem nun gesondert agierenden Bereich der „Fremden Heere“. Dank seiner Sprachgewandtheit benötigte er nicht zusätzliche Dolmetscherunterstützung. Während der nunmehr fünf Jahren in diesem Arbeitsgegenstand wechselte er obligatorisch kurzzeitig in den Truppendienst zurück. So fand er Dienstverwendungen in verschiedenen Einheiten der Truppe, so im 5. Reiter-Regiment und in der 2. (Preußischen) Kraftfahr-Abteilung. Ende September 1932 schied er aus dem Reichswehrministerium aus und wurde nach Königsberg versetzt. Dort erfolgte ab 1. Oktober 1932 seine Verwendung als Batteriechef im 1. (Preußischen) Artillerie-Regiment (1. Division) und am 1. April 1934 die Beförderung zum Major. Am 30. Januar 1933 war Bamler Befürworter der „Machtergreifung“ der Nationalsozialisten. Im November 1934 beantragte sein ehemaliger erster Generalstabslehrer, Generalmajor Walter von Reichenau, die Rückversetzung Bamlers zum Reichswehrministerium. Reichenau fungierte daraufhin als Chef des Ministerialamtes unter Werner von Blomberg.

## Karriere in der Abwehr

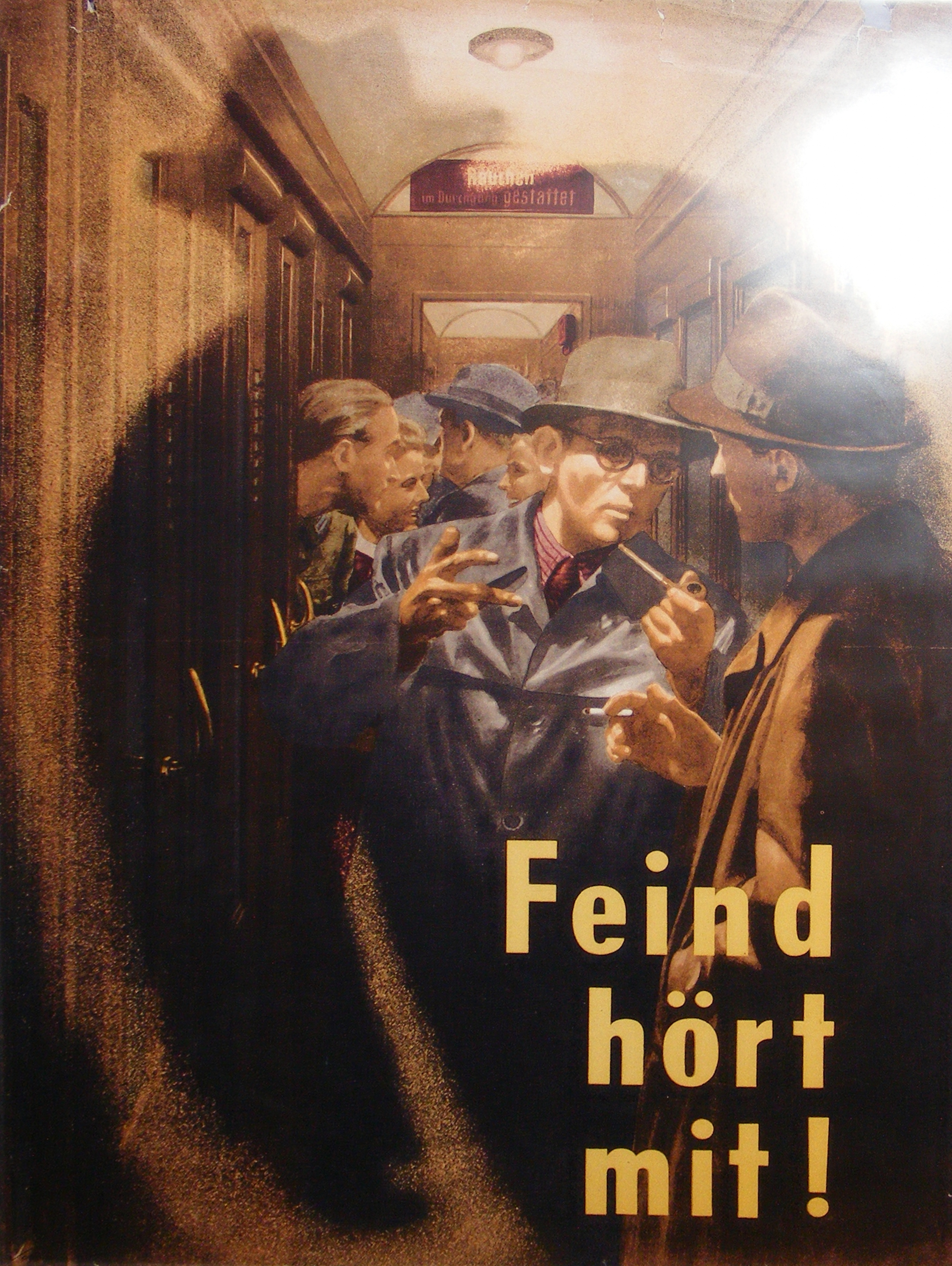
Der Slogan Feind hört mit wurde von Bamler und Canaris erneut belebt, nachdem er bereits im Ersten Weltkrieg zur Anwendung gelangt war. Im Alltagsleben des Dritten Reiches war dieser Slogan überall zu finden.

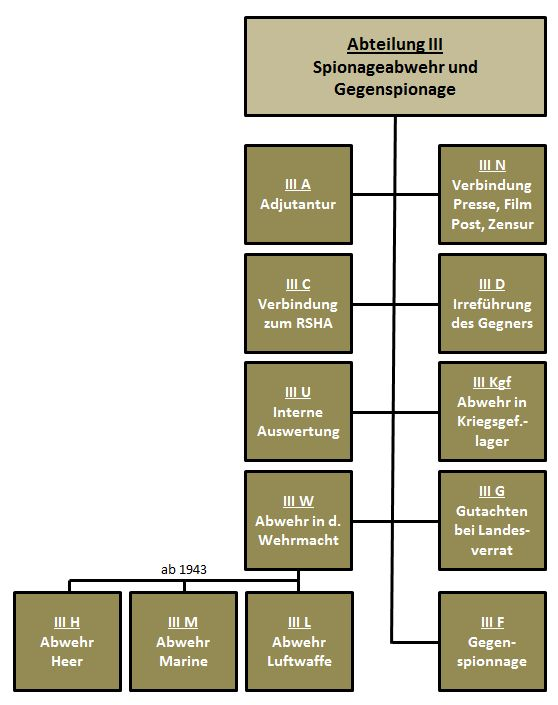
Die Struktur der Abteilung III in der Abwehr

Im Reichswehrministerium nahm Rudolf Bamler am 1. Dezember 1934 seinen Dienst im Bereich des militärischen Nachrichtendienstes wieder auf. Damit erlangte er das Recht zum Tragen einer Generalstabsuniform. Eingesetzt wurde er in seinem früheren Arbeitsbereich der militärischen Abwehr, nun aber als Gruppenleiter. Leiter der Abwehrabteilung war inzwischen Kapitän zur See Conrad Patzig (1888–1975), der aus seiner Verachtung der Nationalsozialisten keinen Hehl machte. Nach mehreren Streitfällen mit dem Sicherheitsdienst des Reichsführers der SS, dem Nachrichtendienst der NSDAP, und der Gestapo musste dieser seinen Posten räumen. Bamler Vorgesetzter war dann ab 1. Januar 1935 Kapitän zur See Wilhelm Canaris. Zeitgleich ab Anfang 1935 bezeichnete sich die Behörde als Wehrmachtamt und mit Inkrafttreten des Wehrgesetzes vom 21. Mai 1935 als Reichskriegsministerium. Zeitnah erhielt sie auch eine neue Gliederung in mehrere Abteilungen. Hier wurde Rudolf Bamler Mitte 1936 von General von Reichenau, zu dieser Zeit Chef des Wehrmachtamtes, zum Leiter der Abteilung III der Abwehr ernannt. Sein Vorgänger war der Oberstleutnant und spätere Generalleutnant Kurt Himer, der als Bataillonsführer zum Infanterie-Regiment München, dem späteren 19. Infanterie-Regiment, wechselte. Die Abteilung III unter Bamler, der am 1. August 1936 zum Oberstleutnant befördert wurde, befasste sich mit Spionageabwehr, Infiltration und Landesverrat. Die Abteilung III galt als primäre Verbindungsabteilung zum Sicherheitsdienst des Reichsführers SS (SD). In diesem Aufgabenbereich entwickelte sich Bamler zu einem ehrgeizigen, aber beliebten Offizier und guten Organisator. Sein Führungsstil war von hohen Forderungen gegenüber seinen Untergebenen geprägt, zeugte aber auch von hohem Verantwortungsgefühl. Als Abteilungsleiter unterhielt Bamler, ebenso wie Canaris, Privatkontakte zum Chef der Sicherheitspolizei (Sipochef) Reinhard Heydrich. Dessen Bitte, er möge zum SD übertreten, lehnte Bamler jedoch ab. Darüber hinaus hielt er persönliche Kontakte zu Personen der SS-Führungsriege. Unter diesen Personen befanden sich der spätere SS-Gruppenführer und Kriegsverbrecher Otto Ohlendorf, Walter Schellenberg, Heinrich Müller, Werner Best sowie der Chef des Reichssicherheitshauptamtes Arthur Nebe.
Im Juli 1936 war Bamler an der Bayreuther Konferenz (25./26. Juli 1936) beteiligt, bei der Deutschland der Bitte Francisco Francos um Übersendung von Transportflugzeugen für den beginnenden Spanischen Bürgerkrieg nachkam. Während seiner Tätigkeit als Abteilungsleiter war Bamler stets bestrebt, die Beziehungen zwischen der Abwehr und der Geheimen Staatspolizei (Gestapo) auszubauen. Er folgte damit der Doktrin seines Vorgesetzten Canaris, der die Zusammenarbeit zwischen der Abwehr und der Gestapo und dem SD propagierte. Auf Bamlers Initiative brachten er und Canaris ab Mitte der 1930er Jahre die Propagandamaschinerie der Wehrmacht zum Laufen, indem sie diese auf die neue Gefahrenlage „einschworen“. Mit einer Vielzahl von Anweisungen, Merkblättern und Aufklärungsvorschriften wurden dem gemeinen Soldaten Staatstreue und oberste Wachsamkeit gegenüber ausländischer Spionage eingeimpft. Dabei bediente sich Bamler eines rüden Vokabulars.
Unter seiner und Canaris Regie wurde das Motto der deutschen Abwehrpropaganda geprägt: Feind hört mit. Dieser Slogan hielt mittels Presse, Volksempfänger und Fernsehen Einzug in alle Teile des nationalsozialistischen Deutschen Reiches. Mit Bamlers Beteiligung entstand 1936 unter der Regie von Karl Ritter der Spionagefilm Verräter. Die Abteilung III griff mit ihrer Vorschriftenwut auch massiv in das Privatleben sogenannter „Geheimnisträger des Reiches“' ein. Schon 1935 hatte Bamler eine „stete Überwachung in und außer Dienst“ derartiger Personen mittels Vorschrift erzwungen. Inbegriffen waren Kontrollen von Akten- oder Handtaschen und die Untersagung privater Ferngespräche während der Dienstzeit. Für die Mobilisierung der Volksgemeinschaft gegen Spionagetätigkeit jedweder Art war sowohl Bamler als auch Canaris jedes Mittel recht. Durch die allgegenwärtige Präsenz der Abwehr war jeder Volksgenosse aufgerufen, sich aktiv am Spionagekampf zu beteiligen. Diesem Zweck besonders dienende Presseartikel wurden von Bamler mit bis zu 100 Reichsmark ausgelobt. 1937 umfasste die Abwehrabteilung in Berlin 327 Offiziere, Beamte und Angestellte. In den dezentralen Abwehrstellen und Nebenstellen waren 629 Personen beschäftigt, zu wenige, wie Bamler befand. Er forderte die Einrichtung von Außenstellen im Ausland.

Am 4. Februar 1938 wurde das Reichskriegsministerium infolge der Blomberg-Fritsch-Krise in Oberkommando des Heeres (OKH) umbenannt. Dort hatte Bamler ab 24. Mai 1938 erneut den Posten als Chef der Abwehrabteilung III inne. Hitlers Expansionspolitik – im März 1938 erfolgte der Anschluss Österreichs – und die schwelende Sudetenkrise bescherten der Abwehr weitere Aufgaben. Im Juni 1938 veröffentlichte Bamler das Merkblatt über Spionage, Spionageabwehr und Landesverrat. Darin sind unter anderem folgende Textpassagen enthalten:

„Landesverrat ist Kameradenmord. Der vorsätzliche Verräter mordet durch die Tat. […] Wer es wagt, die Hände gegen sein Vaterland zu erheben, der ist des Todes.“

 Canaris selbst stand seinem Abteilungsleiter zwiespältig gegenüber. Auf der einen Seite schätzte er dessen dienstliche Kompetenz. Privat distanzierte er sich von ihm, da er ihn der Spionage seiner eigenen Person verdächtigte. Wohl aus diesem Grund sowie wegen Bamlers offener nationalsozialistischer Haltung, die bereits in Bewunderung überging, drängte ihn Canaris seit Anfang 1939 mehr und mehr aus der Spionageabwehr und versetzte ihn schließlich. Bamler gab später hierzu an, dass die Versetzung von ihm ausgegangen sei, nachdem es zwischen dem SD und seiner Tätigkeit in der Abwehr zu Kompetenzstreitigkeiten gekommen war und er um Versetzung zur Truppe ersuchte. Es liegt aber auch im Bereich des Möglichen, dass Canaris in Bamler einen ernsthaften Rivalen sah, den es „auszuschalten“ galt. Ende Februar 1939 schied Bamler aus der Abwehr aus. Sein Posten wurde am 1. März 1939 von Oberst i. G. Franz Eccard von Bentivegni übernommen.
Am 1. März 1939 wurde Bamler unter gleichzeitiger Beförderung zum Oberst zum Kommandeur des Artillerie-Regiments 74 in Wien ernannt. Sein Vorgänger war der Oberst und spätere General der Panzertruppe Erich Brandenberger, der zu diesem Datum zum Chef des Generalstabes des Kommandos der Grenztruppen Eifel avancierte.
Mit dem Regiment nahm Bamler im März 1939 an der Zerschlagung der Rest-Tschechei teil. Ende Juli 1939 gab er das Kommando an den Oberst und späteren Generalmajor Karl Fabiunke ab. Das Regiment führte ab 1. August 1939 die Bezeichnung Panzer-Artillerie-Regiment 74. Anschließend war Bamler kurzfristig Chef des Generalstabes des Wehrkreises VII in München unter General der Infanterie Eugen von Schobert.

## Zweiter Weltkrieg
Im Rahmen der Allgemeinen Mobilmachung, wenige Tage vor dem deutschen Überfall auf Polen, wurde Bamler am 26. August 1939 zum Chef des Generalstabs des stellvertretenden VII. Armeekorps in München ernannt. Sein Vorgesetzter war General der Artillerie Edmund Wachenfeld, der diesen Posten bis zur Aufhebung der Mobilitätsbestimmungen zum 1. März 1943 innehatte.
Bamler gehörte damit zur Führerreserve des Generalstabs des Heeres. Am 12. September 1939 erfolgte seine Ernennung zum Chef des Generalstabs des Militärbefehlshabers Danzig-Westpreußen unter dem Kommandierenden General, General der Infanterie Walter Heitz. Diese Stellung hatte Bamler weiterhin inne, als der Stab im Oktober 1939 in das Stellvertretende Generalkommando XX. Armeekorps umbenannt wurde. Sein neuer Chef war dort ab 23. Oktober 1939 General der Artillerie Max Bock. Die Dienststelle befand sich in Danzig, so dass Bamler mit seiner Familie auf Befehl des Oberkommandos des Heeres im November 1940 nach Danzig-Zoppot übersiedelte. 1939 wurde ihm die Wiederholungsspange zum Eisernen Kreuz II. Klasse verliehen.
Hauptaufgabe in seiner neuen Stellung war nach Beendigung der Kampfhandlungen in Polen der Neuaufbau des Wehrkreises XX (Westpreußen, Sitz in Danzig), in den sämtliche Ersatztruppenteile des Wehrkreises VI (Westfalen) verlegt wurden. Während dieser Zeit erlangte Bamler Kenntnis von Gräueltaten der Waffen-SS in Westpreußen. Dessen Gauleiter Albert Forster betrachtete Bamler als korrupten und unfähigen Mann. Die Unfähigkeit seiner Vorgesetzten, dem Morden der SS Einhalt zu gebieten, erschütterte Bamler so sehr, dass er daran dachte, seinen Abschied einzureichen.
Am 25. November 1940 (nach eigenen Angaben: 1. November 1940) wurde Bamler zum Chef des Generalstabs des XXXXVII. Armeekorps (mot.) unter General der Artillerie Joachim Lemelsen ernannt, das im Wehrkreis XI (Hannover-Sachsen) aufgestellt wurde. Ab Juni 1941 nahm das Korps im Rahmen der Heeresgruppe Mitte am rechten Flügel als Teil der 2. Panzerarmee am sogenannten Ostfeldzug teil. Die 2. Panzerarmee war bis zur Schlacht um Moskau an allen größeren Kesselschlachten beteiligt, so an der Kesselschlacht bei Białystok und Minsk, der Kesselschlacht bei Smolensk, der Schlacht um Kiew (1941) und der Doppelschlacht bei Wjasma und Brjansk. Die Spitzen des Panzerkorps kamen dabei bis Tula, etwa 200 km südlich von Moskau, und dort zum Stehen.
1941 erhielt Bamler die Wiederholungsspange zum Eisernen Kreuz I. Klasse verliehen. Nach dem Beginn der sowjetischen Gegenoffensive erlebte Bamler von Januar 1942 an den hinhaltenden Rückzug seines Korps bis in den Raum bei Orel. Dabei erfüllte er die Verleihungsvoraussetzungen für die Medaille Winterschlacht im Osten 1941/42. In diesen Monaten überkamen Bamler erste Zweifel an der obersten Militärführung. Aufgrund seiner sicheren und sachlichen Beurteilung der Lage in diesen Kämpfen erhielt Bamler in Anerkennung seiner Leistungen und Verdienste um das Korps am 12. März 1942 das Deutsche Kreuz in Gold verliehen. (Eigenangabe 1. Mai 1942) Am 1. April 1942 erfolgte seine Beförderung zum Generalmajor.

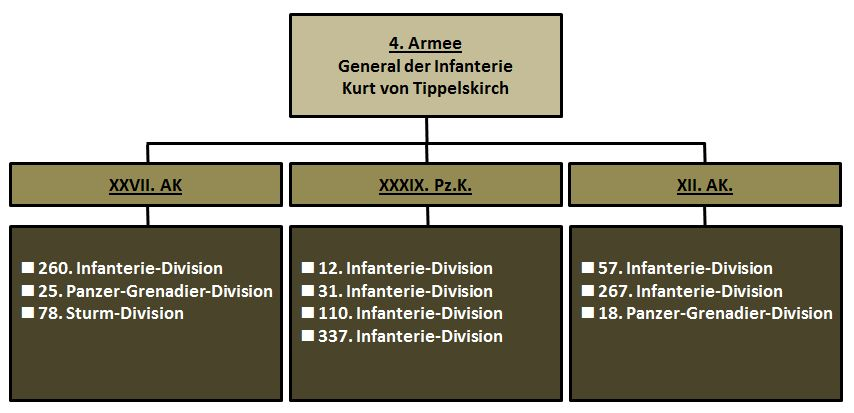
Gliederung der 4. Armee am Vorabend der sowjetischen Offensive

Im Mai 1942 wurde er aus seinem bisherigen Kommando herausgelöst und in das von der Wehrmacht besetzte Norwegen versetzt, wo er vom 15. Mai 1942 (Eigenangabe 1. Mai 1942) bis Ende April 1944 Chef des Generalstabes im Armeeoberkommando Norwegen war. In seiner neuen Dienststelle in Rovaniemi (Finnland) war Bamler mit der Organisation der Verteidigung Norwegens betraut. Ferner bearbeitete er alle militärpolitischen und militärwissenschaftlichen Bereiche sowie Versorgungsfragen aller Art. Darüber hinaus erhielt Bamler von Generaloberst Alfred Jodl den Befehl, einen Angriff der Wehrmacht auf das neutrale Schweden (Unternehmen Polarfuchs) vorzubereiten. Seine detaillierten Aufmarschpläne sahen vor, von Oslo und Trondheim auf Stockholm vorstoßend Mittel- und Nordschweden zu trennen, um dann das nordschwedische Erzgebiet zu besetzen. Bamler übergab die Unterlagen im März 1943 dem OKW.
Am 1. April 1943 wurde Bamler zum Generalleutnant befördert. Als Chef des Generalstabes zeichnete Bamler mitverantwortlich für das Scheitern des Terboven-Planes, benannt nach dem Reichskommissar Josef Terboven in Norwegen. Der Plan sah einen Sicherheitsbereich vor, der dem geltungssüchtigen Terboven in der Regelung der öffentlichen Ordnung freie Hand gelassen hätte. Sein Vorgesetzter, Generaloberst Nikolaus von Falkenhorst, beurteilte den ihm unterstellten Generalleutnant genau ein Jahr später am 1. April 1944 als „überdurchschnittlich“, wobei er unterstrich, dass Bamler ein „zutiefst überzeugter, kompromissloser Nationalsozialist“ sei. Wenig später, am 30. April 1944, schied Bamler aus seinem Kommando aus und trat vorübergehend in die Führerreserve ein.

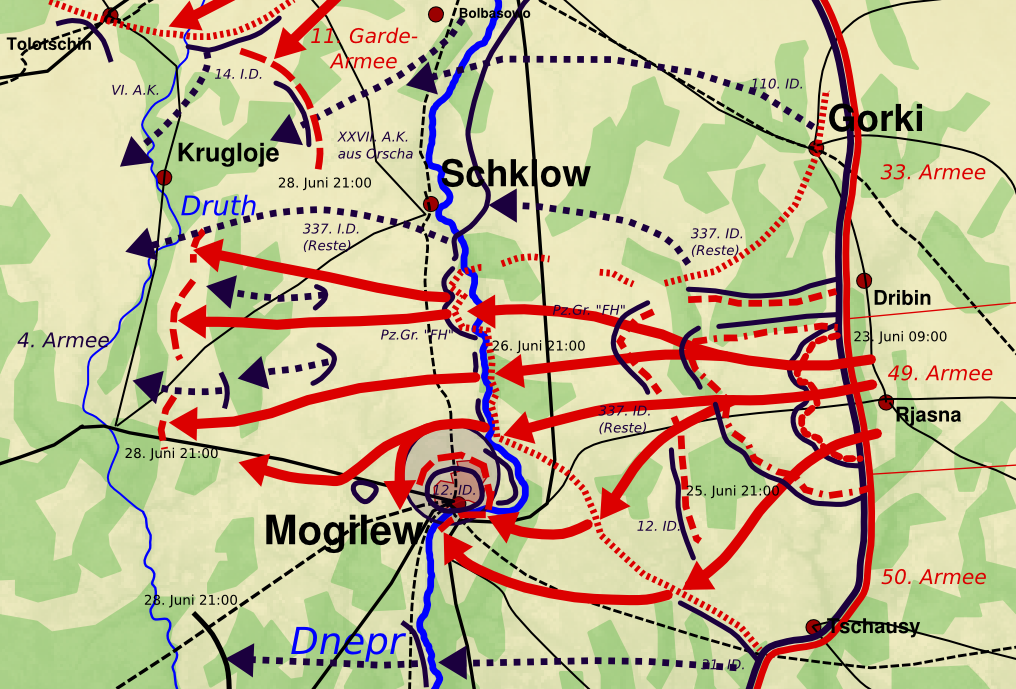
Grafische Darstellung des Verlaufes der Kämpfe um Mogiljow vom 23. bis 28. Juni 1944

Am 1. Juni 1944 wurde Bamler zum Kommandeur der 12. Infanterie-Division ernannt. Er trat damit in die Fußstapfen von Generalleutnant Curt Jahn, der ab 12. Juni einen Lehrgang für Kommandierende Generale absolvierte und im Juli das LXXXVII. Armeekorps übernahm. Bamlers 1. Generalstabsoffizier (Ia) bei der 12. Division war Claus Bauer. Der Division waren das Infanterie-Regiment 27, das Füsilier-Regiment 27 (I. bis III. Bataillon mit 1.–4. und 9.–14. Kompanie) sowie das Grenadier-Regiment 48 (I. bis II. Bataillon mit 1.–8. und 13. Kompanie) und das Grenadier-Regiment 89 (I. bis II. Bataillon mit 1.–8, und 13. Kompanie) unterstellt, an Artillerie das Artillerie-Regiment 48 und das Artillerie-Regiment 12 (I. bis IV. Abteilung mit 12 Batterien) sowie diverse Bataillone und Ergänzungsabteilungen.
Die Division lag zu dieser Zeit im Rahmen der 4. Armee unter dem Befehl von General der Infanterie Kurt von Tippelskirch im Mittelabschnitt der Ostfront östlich von Mogiljow und Grodno. Mogiljow war gemäß Führerbefehl Nr. 11 vom 8. März 1944 von Hitler neben Pinsk-Brest-Luninez (2. Armee; Walter Weiß), Bobruisk (9. Armee; Hans Jordan), Witebsk (3. Panzerarmee; Georg-Hans Reinhardt), Vilnius-Minsk-Baranowitschi-Sluzk (Heeresgruppe direkt) und Orscha-Borissow (4. Armee) zum Festen Platz erklärt worden. Allen Festen Plätzen fiel die Aufgabe zu, sich einschließen zu lassen, um dadurch möglichst als Wellenbrecher starke Feindkräfte zu binden. Damit sollte die Voraussetzung für erfolgreiche Gegenangriffe geschaffen werden.
Am 22. Juni 1944 begann die Rote Armee mit der Operation Bagration. Mit weit überlegenen Kräften durchstießen die sowjetischen Armeen am Folgetag die Fronten bei Witebsk, Orscha, Bobruisk und Mogiljow. Am 28. Juni 1944 brachen die deutschen Verteidigungslinien in Belarus zusammen und im Anschluss daran die gesamte Heeresgruppe Mitte unter Generalfeldmarschall Ernst Busch (ab 28. Juni Walter Model).
In den Kämpfen gingen 28 deutsche Divisionen mit mehr als 300.000 Soldaten verloren. Erst am 27. Juni 1944 erkannte Generalfeldmarschall Busch das Ausmaß der sich anbahnenden Katastrophe; zu einem Zeitpunkt, als bereits große Teile der 4. und 9. Armee eingeschlossen waren. Busch erteilte daraufhin den Befehl, dass sich die beiden Armeen auf die neue Verteidigungslinie Shitkowitschi-Luban-Ossipowitischi-Beresino-Krupki-Lukomsoje See zurückziehen sollten.
Gleichzeitig unterstrich er, dass die Festen Plätze Bobruisk und Mogiljow „bis zum Letzten“ zu verteidigen seien. Damit besiegelte Busch das Schicksal der 12. Infanterie-Division. Während sich die übrigen Verbandsteile der 4. Armee nach Minsk zurückzogen, wurde Bamlers Division noch am 27. Juni von der Roten Armee (49. und 50. Armee) eingeschlossen. Stadtkommandant war seit 1. April 1944 Generalmajor Gottfried von Erdmannsdorff. Bamlers Division lieferte sich am 27. und 28. Juni 1944 erbitterte Gefechte um Mogiljow, wobei die Stadt kurzfristig in deutscher Hand blieb. Im Zusammenhang mit der Verteidigung dieser Stadt soll es seitens der deutschen Führung zu Kriegsverbrechen gekommen sein, die mit Erdmannsdorff in Verbindung stehen: Unter anderem die Erschießung von Arbeitsunfähigen während des Baues von Befestigungsanlagen sowie die missbräuchliche Benutzung von Sowjetbürgern als lebende Schutzschilde gegen Angriffe der Roten Armee. Auf Bamlers mögliche Rolle im Hinblick vor allem letzteren Punktes, dieses Vorgehen womöglich stillschweigend geduldet zu haben, wird nicht eingegangen. Angesichts der Überlegenheit des Gegners und der immensen Verluste war jedoch klar, dass die Division um Bamler keine Möglichkeit zum späteren Entsatz haben würde. In dieser Lage kam es gegen Bamler zu einer Art Meuterei. Die ihm unterstellten Regimentskommandeure ersuchten den Generalleutnant um dessen Zustimmung zu einem Ausbruchsversuch. Bamler verweigerte diesen jedoch aus Furcht vor dem Kriegsgericht und aus Angst, bei Hitler in Ungnade zu fallen. Die Regimentskommandeure entschlossen sich entgegen Bamlers ausdrücklichen Befehl zum selbstständigen Ausbruch, der in Teilen auch gelang. Bamler und Erdmannsdorff stellten daraufhin den aussichtslos gewordenen Kampf ein. Mehr als 2000 Überlebende gerieten in sowjetische Kriegsgefangenschaft. Der genaue Zeitpunkt dieser Gefangennahme variiert je nach verwendeter Quelle zwischen dem 27. und dem 30. Juni 1944. Bamler selbst gibt den 28. Juni 1944 und damit den wahrscheinlichsten an. Irritierend ist dabei die Tatsache, dass Erdmannsdorff, der als Stadtkommandant von Mogiljow fungierte, erst am 30. Juni 1944 beziehungsweise noch später erst im August 1944 in Gefangenschaft geraten sein soll.

## Kriegsgefangenschaft

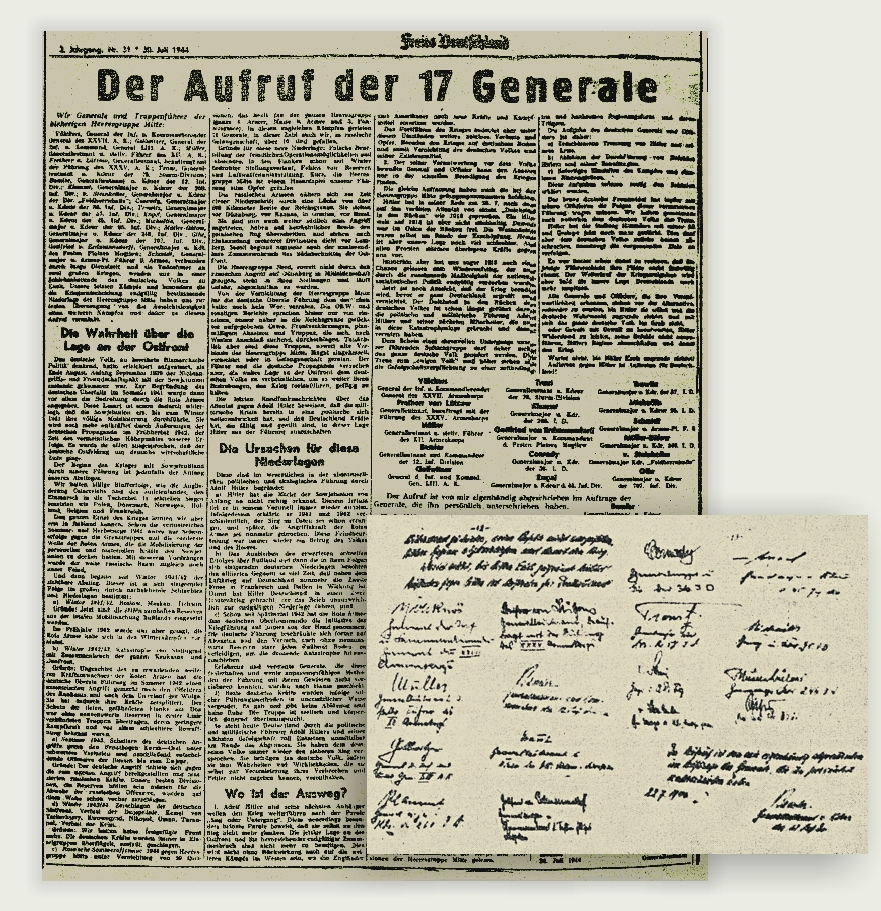
Abdruck des Aufrufs der 17 Generale in der Zeitung Freies Deutschland vom 30. Juli 1944. Die Unterschriften wurden optisch hervorgehoben. Bamler hat darauf zweimal signiert, einmal als unterzeichnender General (dritte Zeile, zweite Unterschrift von links) und einmal für die Richtigkeit der Abschrift unten rechts.

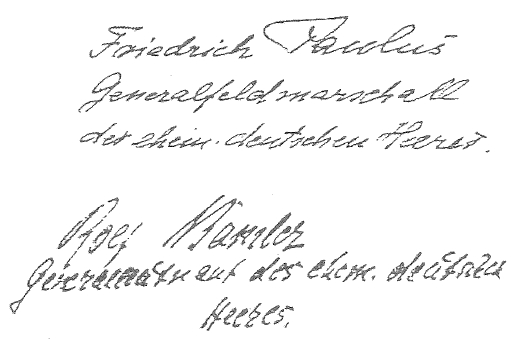
Die Unterschrift von Paulus und „Rolf“ Bamler auf dem Glückwunschschreiben anlässlich des 70. Geburtstages von Josef Stalin. Das Schreiben ist datiert auf den 20. Dezember 1949.

Der Zusammenbruch der Heeresgruppe Mitte mit dem Untergang dreier Armeen führten bei Bamler offenbar zu einem endgültigen Bruch mit dem Hitler-Regime und der Lossagung von seinem Führereid. Nach seiner Gefangennahme und Internierung im Lager 27/I in Krasnogorsk erkannte die sowjetische Führung, dass ihnen mit Bamler ein wertvoller Wissensträger des Dritten Reiches in die Hände gefallen war. Der Kriegsgefangene hingegen konnte sich schnell den neuen Gegebenheiten anpassen. Nicht mehr an seinen Eid gebunden, gewann Bamler binnen kürzester Zeit das Vertrauen der sowjetischen Seite. Sein Redetalent und Charisma kamen ihm hierbei zugute, aber auch das rasche Erlernen der russischen Sprache. Als erfahrener Aufklärungsspezialist gelang es ihm binnen kürzester Zeit, die Organisationsstrukturen des NKWD, später MWD, zu analysieren. Dies führte zu einer intensiven Zusammenarbeit mit der sowjetischen Militäradministration. Bamler verstand es ausgezeichnet, sein Abwehr- und Generalstabswissen stückweise für seine Zwecke preiszugeben. Bereits in den ersten Tagen seiner Gefangenschaft begann er aktiv im Nationalkomitee Freies Deutschland (NKFD) und im Bund Deutscher Offiziere (BDO) mitzuwirken. Diese Aussage wurde von Seydlitz in seinen Erinnerungen bestätigt, in denen er sich überrascht zeigte, wie viele Generale nach ihrer Gefangennahme die Ziele des NKFD unterstützen wollten. Herausragend war neben Vincenz Müller vor allem Bamler, der sofort in der Propagandamaschinerie des Komitees eine neue Aufgabe fand. So soll Bamler sich nach seiner Gefangennahme „sofort“ zu den Zielen des BDO bekannt haben, ohne überhaupt mit jemandem aus dem BDO gesprochen zu haben. In diesem Zusammenhang vermutete von Seydlitz, dass sich Bamler bereits vor seiner Gefangennahme „vorsorglich“ mit den Grundlagen des Kommunismus und Marxismus beschäftigt hatte. Er soll sowohl mit den Lehren von Marx und Engels als auch mit denen von Lenin und Stalin vertraut gewesen sein.
Bamlers rascher Sinneswandel vom kompromisslosen und überzeugten Nationalsozialisten zum Kommunisten überraschte dabei selbst seine Mitgefangenen. Am 27. Juli 1944 war Bamler Mitunterzeichner des Aufrufs der 17 Generale.
Der Aufruf mit der Überschrift Die Wahrheit über die Lage an der Ostfront wurde von Vincenz Müller und ihm verfasst. Der Aufruf der beim Zusammenbruch der Heeresgruppe Mitte in sowjetische Kriegsgefangenschaft geratenen Generale wurde von Bamler für die Zeitschrift Freies Deutschland vom 30. Juli 1944 wortgetreu übernommen. Der Artikel ist auch unter dem Titel Aufruf der Generale und Truppenführer bekannt. Nachdem Bamlers Aktivitäten dem NS-Regime bekannt geworden waren, hätte der Generalleutnant aus den Ranglisten des Deutschen Heeres gestrichen werden müssen. Ob dies geschah, ist nicht feststellbar. Am 8. Dezember 1944 war Bamler Mitunterzeichner des NKFD-Aufrufs der 50 Generale An Volk und Wehrmacht. Trotz Bamlers Engagement stieg das Misstrauen seiner Mitgefangenen gegenüber seinem plötzlichen Wandel in der Folgezeit weiter an. So wurde er von ihnen verdächtigt, Beschreibungen von Kampfhandlungen zu verfassen und Berichte über seine frühere Tätigkeit als Abwehrchef zu fertigen, von denen zwei bekannt sind. Den ersten, in dem er sich mit der Rolle des Francoregimes im Spanischen Bürgerkrieg befasste, fertigte Bamler 1946 für die Zeitung Prawda (Правда). Das gleiche Thema behandelte er am 12. Mai 1946 in einem Artikel für die Zeitschrift Neue Zeit vom 1. Juli 1946. Ein weiterer Bericht in der sowjetischen Armeezeitung Krasnaja Swesda (Красная звезда) befasste sich mit dem möglichen Angriff Deutschlands auf das neutrale Schweden. Die Artikel fanden Echo in der Weltpresse.
Dass Bamlers nationalsozialistische Gesinnung 1945 nicht vollends gewichen war, ist aus einem Gespräch zwischen ranghohen Offizieren im Zusammenhang mit der Einnahme Berlins am 3. Mai 1945 durch die Sowjetarmee überliefert. Dabei soll Bamler ausgesagt haben, dass die Einnahme Berlins militärisch unerheblich sei und nicht bedeute, dass sich Deutschland in ihrer Hand befände. Seine Aussage:

„Wir standen 1941 schließlich auch vor Moskau und was ist aus uns geworden?“

war in diesem Fall nicht sowjetfreundlich. Dagegen fand die Kriegserklärung der Sowjetunion an das Japanische Kaiserreich am 8. August 1945 und die sowjetische Invasion der Mandschurei seine volle Unterstützung. Der ehemalige Generalleutnant bespitzelte in der Folge indirekt und direkt seine Mitgefangenen. Besonderes Augenmerk legte er dabei auf den BDO-Vorsitzenden Walther von Seydlitz. Dessen Verurteilung als Kriegsverbrecher gelang der Sowjetunion durch entsprechendes „Zuarbeiten“ Bamlers. Seydlitz sprach später diesbezüglich von einem „vertrauten Bamler-Sowjet-Verhältnis“. Die Beziehung zwischen beiden Männern blieb bis zur Repatriierung Bamlers kühl und distanziert, wohl auch, weil Bamler in Gesprächen mit Seydlitz ohne große Mühe dessen Grundeinstellung zur marxistischen Ideologie erkennen konnte. Ob sich Bamler 1946 noch in einem möglichen Gerichtsverfahren verantworten sollte, ist nicht bekannt. Fakt ist dagegen, dass Erdmannsdorff (ehemaliger Stadtkommandant von Mogiljow) im Minsker Prozess am 30. Januar 1946 hingerichtet wurde, obwohl er sich wie Bamler zu den Zielen des NKFD bzw. BDO bekannt hatte. Es liegt auch im Bereich des Möglichen, dass Bamler den ehemaligen Stadtkommandanten im Auftrag der Sowjetunion bespitzelt hat und dieser aufgrund der von Bamler zugespielten Informationen angeklagt werden konnte und schließlich öffentlich gehängt wurde.
1946 war auch das Jahr, in dem Bamler eine Antifa-Schule besuchte, in der er in der kommunistischen Ideologie des Marxismus-Leninismus unterrichtet wurde. 1947 folgten weitere solche Schulungen sowie die Mitwirkung an dem Buch Kriegsgefangene in der Sowjetunion. Es erschien 1949 im Staatsverlag der DDR und diente später als Filmvorlage. Auch an der Entstehung dieses Filmes soll Bamler beteiligt gewesen sein. Für alle in dieser Zeit und später erschienenen Publikationen verwendete Bamler das Synonym Rolf. Ab 1947 war er im Lager Schulungsleiter und trat in Theaterstücken auf. Ab 1948 befand sich Bamler in sogenannten „Sonderobjekten“, wobei er zum langjährigen Begleiter von Generalfeldmarschall Friedrich Paulus und von Seydlitz wurde. 1949 teilte er mit diesem das zugewiesene Haus in Iljinskoje (Objekt Nr. 25), einem Datschenvorort südlich von Moskau. Am 1. Juli 1949 befanden sich noch 252 Generale in den Lagern des MWD. Gegen 62 von ihnen wurde wegen Gräueltaten ermittelt. In der Repatriierungsliste des Politbüros des ZK der KPdSU vom 2. August 1949 wurde Bamler nicht berücksichtigt. 1949 war auch das Jahr, in dem sich Bamler angeblich zu ärztlichen Untersuchungen vermehrt in Moskau aufhielt, wie Seydlitz in seinen Erinnerung schrieb. So kehrte Bamler nach einer vierzehntägigen Abwesenheit mit Koffer und in neuen Kleidern in sein Lager zurück und schwieg sich auf Nachfrage, wo er denn gewesen sei, aus. In dieser Zeit verfasste er einen weiteren Bericht mit dem Thema Beschreibung der Kampfhandlungen der 2. Panzerarmee vom 29. September bis 1. Dezember 1941.
Am 12. November bekam Bamler Besuch vom stellvertretenden Leiter der GUPWI, der Hauptverwaltung des Innenministeriums für Angelegenheiten der Kriegsgefangenen und Internierten (russisch Главное управление по делам военнопленных и интернированных НКВД-МВД СССР/Glawnoje uprawlenije po delam wojennoplennych i internirowannych NKWD/MWD SSSR), Generalleutnant Amajak S. Kobulow. In dem Gespräch ging es um die vom BDO eingereichten Vorschläge vom Juni 1949 zur Repatriierung und deren Verwirklichung. Letzteres blieb jedoch zunächst für den geläuterten Generalleutnant aus. Am 20. Dezember 1949 sandten Bamler und Paulus ein Glückwunschschreiben an Josef Stalin aus Anlass dessen 70. Geburtstags. Der Impuls dazu ging von Bamler aus und wird in vollem Wortlaut wiedergegeben:

„Herr Generalissimus! Millionen friedliebender Menschen, fortschrittlicher Menschen aus aller Welt vereinen sich in diesen Tagen mit den Völkern der Sowjet-Union, um Ihnen anläßlich Ihres 70. Geburtstages die Wünsche für ihr Wohlergehen und für weitere Erfolge im großen Friedenswerk darzubringen. Gestatten Sie, daß auch wir, die wir einst im blinden Gehorsam als Feinde in Ihr Land einbrachen, heute Ihnen als dem großherzigen Freund des deutschen Volkes unsere aufrichtigen Glückwünsche aussprechen. Es war kein leichter Weg für uns von Stalingrad bis zu diesem Glückwunsch. Umso mehr können Sie versichert sein, daß auch wir nach Rückkehr in die Heimat alle unsere Kräfte einsetzen werden, um durch Festigung der deutsch-sowjetischen Freundschaft Ihr großes Menschheitsziel, den Frieden, fördern zu helfen.“

Die Treueerklärung hinterließ einen bleibenden Eindruck bei den entscheidenden Stellen. Daraufhin soll Bamler die Mitteilung erhalten haben, dass er mit einer baldigen Rückkehr in die Heimat rechnen durfte. Am 16. April 1950 erfolgte seine Repatriierung und am 22. April 1950 traf Bamler mit weiteren 22 Generalen in der DDR ein. Nach seinen Angaben war Bamler jedoch bis 27. April 1950 in Kriegsgefangenschaft. Bamler ahnte zu diesem Zeitpunkt nicht, dass er bereits im Februar 1950 als möglicher Kandidat für das sich konstituierende Ministerium für Staatssicherheit (MfS) in Betracht gezogen worden war.

## DDR

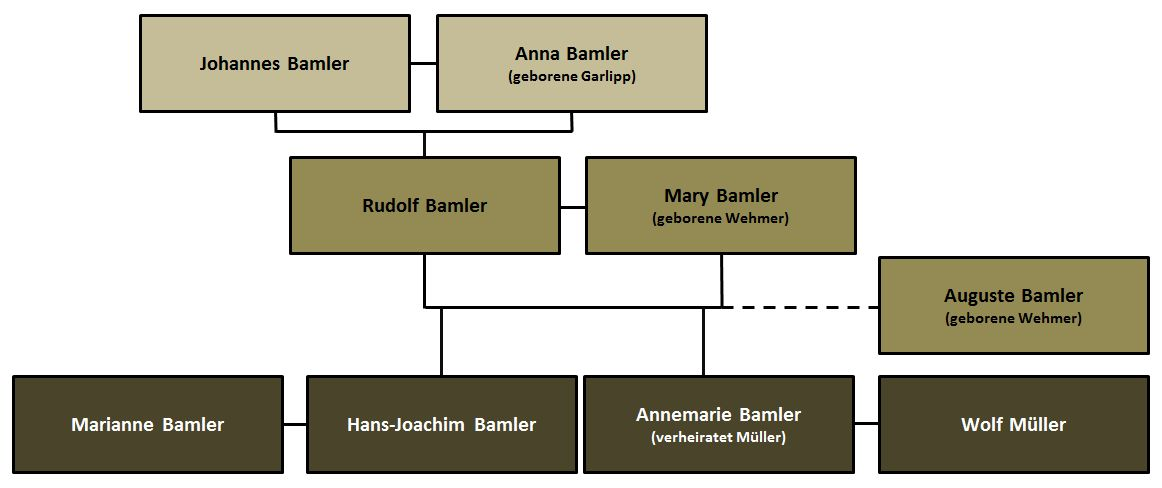
Stammbaum von Rudolf Bamler aus bisher bekannten Fakten mit Stand Oktober 2012

In der DDR eingetroffen, erfuhr Bamler vom Tod seiner Frau. Mary Bamler war wegen ihrer Tätigkeiten in der NS-Frauenschaft seit 1936 Parteimitglied der NSDAP. Sie wurde, nachdem das NS-Regime von Bamlers Tätigkeiten im NKFD und BDO erfahren hatte, im Oktober 1944 verhaftet und im Frauengefängnis Danzig inhaftiert. Die Arretierung war Teil einer reichsweiten Terrorwelle im Zusammenhang mit dem Attentat vom 20. Juli 1944. Am 12. Dezember 1944 wurde Mary in Sippenhaft überführt und auf das Gut der Schierlichmühle, eine Sammelstelle der Gestapo für Sippenhäftlinge, in Schierlich im Protektorat Böhmen und Mähren verlegt. Schierlich wurde später ein Ortsteil von Sedloňov (früher deutsch: Sattel). Dort war sie mit anderen Ehefrauen untergebracht, darunter waren die Gattinnen von Lattmann, Lewerenz, Reyher und von Seydlitz sowie Erica von Lenski. Als im Januar 1945 das oberschlesische Industriegebiet verloren ging und die Spitzen der Roten Armee die Oder bei Breslau und Glogau erreichten, wurden die Frauen erneut verlegt. Da das KZ Buchenwald überfüllt war, wurden die Frauen in das Konzentrationslager Dachau verlegt, wo sie nur kurz blieben. Anschließend wurden sie nicht, wie behauptet auf einen Todesmarsch gezwungen, sondern mit Lastkraftwagen über München nach Reutte (Tirol) verlegt. Dort wurden die Frauen im Berghotel Ammerwald untergebracht und am 29. April 1945 von US-amerikanischen Truppen befreit. Rudolf Bamler gab später an, sie habe infolge ihrer durchgestandenen Strapazen der Haft und des Marsches am 23. Juni 1945 eine Herzanfall im Ammerwald erlitten, worauf sie tödlich verunglückte. Diese Angaben decken sich nicht mit einer anderen Quelle, nach der soll Mary Bamler an den Folgen der Strapazen ihrer Haftzeit und des Marsches an jenem Tag verstorben sei.
Die aus der Ehe hervorgegangenen Kinder lebten inzwischen in den Westzonen und später in der Bundesrepublik Deutschland. 1950 arbeitete die Tochter Annemarie (verheiratete Müller) in Wuppertal. Später ging sie nach Hünfeld. Danach verliert sich ihre Spur. Sein Sohn Hans-Joachim studierte 1950 bereits an der Textilschule in Reutlingen. Der Sippenhaft entging er 1944 nur dadurch, dass er bereits seit 1943 bei der Wehrmacht an der Front diente. Zuletzt war er Leutnant in der Sturmgeschütz-Brigade der Panzergrenadier-Division Großdeutschland unter Oberst Karl Lorenz. Später siedelte das ehemalige NSDAP-Mitglied zu seinem Vater in die DDR über, machte steile Karriere bei der Hauptverwaltung Aufklärung und brachte es dort bis zum Residenten des MfS in Paris. Annemarie war im Bund Deutscher Mädel und kam nach der Verhaftung ihrer Mutter bei Verwandten unter.
Bamler selbst stand nach seiner Rückkehr mittellos da. Er besaß weder Geld noch eine Bleibe, denn seine Besitztümer in der ehelichen Wohnung in Danzig gingen infolge der Kriegsereignisse verloren. Bei einer verwitweten Schwester seiner verstorbenen Frau kam Bamler zunächst unter. Seine Schwägerin Auguste (1896–1994) arbeitete in diesem Jahr als medizinisch-technische Assistentin in einem Lazarett in Beelitz bei Potsdam. Bereits im Dezember 1950 schlossen beide den Bund der Ehe. Die Ehe blieb kinderlos. Eine weitere verwitwete Schwester seiner verstorbenen Frau finanzierte das Studium seines Sohnes.

### HVA-Verwendung

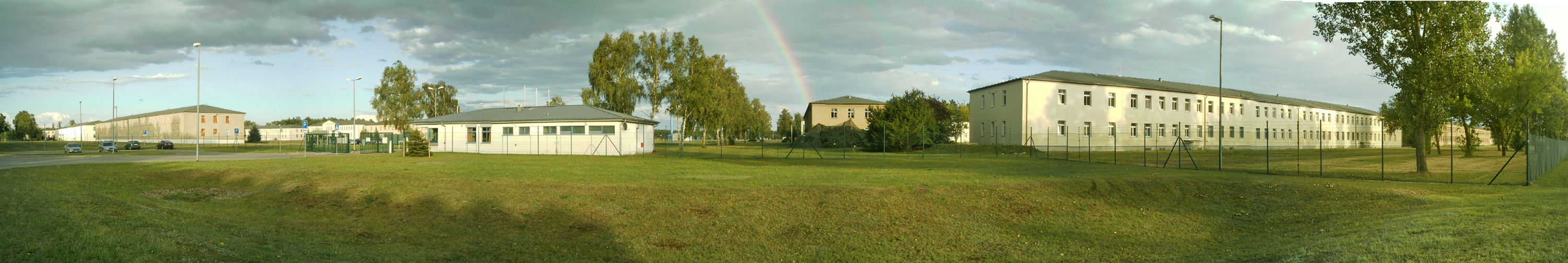
Die Kasernen bei Eggesin, wo Bamler die B-Schule leitete

Am 7. Mai 1950 bewarb sich Bamler aufgrund seiner Militärlaufbahn und neuerer politischer Erkenntnisse im Kommunismus bei der Volkspolizei (VP), die dem Ministerium des Innern (MdI) unterstand und zu den Bewaffneten Organen der DDR zählte. Die Einstellung erfolgte rückwirkend zum 1. Mai 1950. Bamler arbeitete in der Hauptverwaltung Ausbildung (HVA) des MdI, dem Vorläufer der Kasernierten Volkspolizei im Range eines VP-Inspekteurs (entspricht dem Dienstgrad eines Obersts).
Ab Mai 1950 wurde ihm aufgrund seiner Erfahrungen als Artillerieoffizier die Leitung der B-Schule in Eggesin übertragen. Dort wurden künftige Artilleristen ausgebildet. Im gleichen Jahr trat Bamler in die National-Demokratische Partei Deutschlands (NDPD) ein.
Mit Wirkung zum 1. Januar 1951 erfolgte seine Ernennung zum Chefinspekteur der VP (entspricht dem Rang eines Generalmajors) und noch im gleichen Monat die Übertragung der Leitung der Volkspolizeischule in Glöwen. Damit folgte die DDR ihrer Doktrin, ehemaligen höheren Offizieren der Wehrmacht eine Führungsposition beim Aufbau der bewaffneten Kräfte zuzubilligen.
An der Polizeischule wurden Artilleristen für die Volkspolizei-Bereitschaften ausgebildet. Obwohl Bamler mit dem von ihm bekannten Fleiß und Ehrgeiz an die neue Aufgabe heranging, ließ seine Leistungsbereitschaft bald nach. Die Ursache war die mangelnde Ausstattung an geeigneten Geräten und entsprechender Technik. Dazu gesellten sich gesundheitliche Probleme, hervorgerufen durch ständige Meinungsverschiedenheiten mit seinem Stellvertreter und die Abgeschiedenheit Glöwens. Die fehlende gesellschaftliche Abwechslung sowie die Entfernung von seinem Wohnsitz setzten Bamler zu. Als Schulleiter fühlte er sich unterfordert und im Gegensatz zu anderen ehemaligen Generalen der Wehrmacht im Dienst der KVP ungerecht behandelt. Seine persönliche und dienstliche Unzufriedenheit wurde von der Hauptverwaltung Ausbildung in Berlin zunehmend kritischer beäugt. Wohl aus diesen Gründen und im gegenseitigen Einvernehmen schied Bamler am 31. Oktober 1951 aus dem aktiven Dienst der HVA aus. Seine Pension betrug 800 Mark. Nach eigenen Angaben soll Bamler sich in der Folgezeit mit Militärstudien befasst haben. Andererseits wird Bamler mit einem Lehrgang in Verbindung gebracht, den er 1951 in der Sowjetunion besucht haben soll.

### KVP-Verwendung
Im Sommer 1952 begann in der DDR die Aufstellung der Kasernierten Volkspolizei (KVP). Dafür waren erfahrene und linientreue Führungsoffiziere erforderlich. Darunter war Bamler, der neben weiteren Generalen und Admiralen zur militärischen Elite der ersten Stunde der KVP gehörte. Allerdings blieb ihm sein Wunsch auf eine höhere Stabsverwendung versagt. Stattdessen ernannte man ihm am 1. Oktober 1952 zum Leiter der Selbstfahrlafetten-Schule (SFL-Schule) in Erfurt in der heutigen Henne-Kaserne. Mit der Ernennung zum Schulleiter war gleichzeitig Bamlers Beförderung zum Generalmajor der KVP verbunden, obwohl der Stellenplan nur einen Oberst für diese Position vorsah. Die Beförderung zum Generalmajor beruhte auf der Anrechnung seines früheren Wehrmacht-Dienstgrades sowie seiner Dienstzeit als Chefinspekteur der KVP. Gleichzeitig fungierte Bamler in Erfurt, wo er seinen neuen Wohnsitz nahm, als Standortältester.
Die Dienststellung des Standortältesten ermöglichte es Bamler, wieder gesellschaftlich in Erscheinung zu treten. Dabei halfen ihm seine Bildung, sein rhetorisches Talent und seine organisatorischen Fähigkeiten. Durch sein Engagement bei der Bewältigung der neuen vielschichtigen Aufgaben fand Bamler zu seiner alten Beflissenheit zurück. Er war ein willkommener Gast bei öffentlichen Auftritten in der Erfurter Region und bereicherte das dortige gesellschaftliche Leben. Diese neu gewonnene Popularität des Generals spiegelte sich auch in seinen dienstlichen Beurteilungen wider. Unter den Fürsprechern Bamlers dieser Zeit befand sich sein ehemaliger NKFD-Kamerad Generalmajor Arno von Lenski, der im Stab der KVP diente. Die erste Beurteilung Bamlers als Schulleiter datiert vom 27. Januar 1953. Generalmajor Fritz Johne fand in seiner Eigenschaft als Chef der Lehranstalten der KVP ebenfalls positive Worte für den ehemaligen General der Wehrmacht, obgleich er ihm „Überheblichkeit gegenüber Jüngeren“ bescheinigte. Darüber hinaus monierte er Bamlers kritische Einstellung bei der „vorbehaltslosen Übernahme der Lehren der sowjetischen Armee“.
Dazu kam es, weil sich Bamler durch seine langjährige Routine als Stabsoffizier legitimiert sah, die Doktrinen der Roten Armee nicht kritik- und vorbehaltslos umzusetzen, sondern sie zu hinterfragen. Insgesamt konnten die wenigen Kritikpunkte das positive Gesamtbild Bamlers nicht trüben. Seine Loyalität gegenüber der Sowjetunion und ihren Vertretern, zu denen er stets engen Kontakt pflegte, stand außer Frage. 1953 trat Bamler in die SED ein. Nach einer dienstlichen Beurteilung Bamlers vom 9. Dezember 1965 war dieser bereits seit 1951 Mitglied der SED.

#### 17. Juni 1953
Am 17. Juni 1953 brachen die Arbeiteraufstände in der Republik aus. Brennpunkte bildeten die Metropolen Berlin und Leipzig. Im Bezirk Erfurt und Umgebung blieb es verhältnismäßig ruhig. Erst gegen Mittag kam es in Erfurt zu ersten Streikbewegungen. Daraufhin sicherten Einheiten der SFL-Schule Erfurt das Verlagsgebäude der SED, ein Elektrizitätswerk sowie das Minol-Tanklager vor eventuellen Angriffen der im damaligen Sprachgebrauch als „Putschisten“ bezeichneten Streikenden. Insgesamt waren vom 17. bis 22. Juni 1953 28 Offiziere sowie 197 Unteroffiziere und Mannschaften der SFL-Schule während der Unruhetage in Erfurt und Umgebung im Einsatz. Bamlers Rolle im Zusammenhang mit dem 17. Juni bleibt bis heute ungeklärt. Unbestritten ist, dass Bamler als Standortältester und Generalmajor in Fällen von Aufständen oder Unruhen in seinem Bezirk für eventuelle organisatorische Gegenreaktionen der bewaffneten Organe verantwortlich war. Allerdings befand er sich an jenem 17. Juni nicht in seiner Erfurter Dienststelle, sondern im Urlaub.
So soll Bamler erst am 18. Juni 1953 (Donnerstag) durch eine Haushälterin von den Unruhen erfahren haben. Weshalb die Befehlskette seines Stabes versagte, ist nicht mehr feststellbar. Tatsache ist, dass Bamler von seinen Stabsoffizieren nicht ordnungsgemäß über die Lage informiert wurde. Als eine telefonische Kontaktaufnahme mit dem Stab nicht zustande kam, brach Bamler seinen Urlaub ab und kehrte noch am selben Tag in seine Dienststelle nach Erfurt zurück. Dort am Nachmittag angekommen, informierte ihn sein sowjetischer Chefberater über die Lage. Da die Situation in Erfurt augenscheinlich unter Kontrolle war, riet ihm der Chefberater, Bamler möge zu seiner Dienstwohnung fahren; was er dann auch tat. Dieser Variante zufolge wäre Bamlers „Untätigkeit“ eine Verkettung unglücklicher Umstände infolge Versagens der Befehlskette.
Ganz anders beurteilt dies die Publikation von Diedrich. Seinen Informationen nach soll sich Bamler erst am 19. Juni 1953 (Freitag) telefonisch bei seinem Stab gemeldet haben. Im Gesprächsverlauf wurde der General darüber informiert, dass kein Grund für seine Anwesenheit bestehe. Folglich trat er erst nach Beendigung seines Urlaubs den Dienst in Erfurt wieder an. Indirekt wird diese Aussage von einem Bericht von Bamlers Stellvertreter an die KVP-Führung bestätigt; demnach sei die Einsatzbereitschaft der SFL-Schule in den kritischen Junitagen durch das Fehlen des Schulleiters nicht eingeschränkt gewesen.

#### Kommissions- und Parteiverfahren
Wie auch immer Bamlers Verhalten um die Geschehnisse am 17. Juni interpretiert wird, seine Kritiker nutzten die Situation aus, um den ehemaligen General der Wehrmacht an höchster Stelle in Misskredit zu bringen. Sie warfen ihm Versagen im Kampf gegen konterrevolutionäre Kräfte vor. Nach Bekanntwerden seiner „Verfehlungen“ leiteten sowohl die Partei als auch eine Kommission Untersuchungen gegen Bamler ein, um seine Rolle während des Aufstandes zu untersuchen. Die eigens zu diesem Zweck geschaffene KVP-Kommission unter ihrem Vorsitzenden Generalleutnant Heinz Hoffmann kam nach Abschluss ihrer Untersuchungen zu dem Ergebnis, dass Bamlers Verhalten während der Unruhetage „ernste Folgen“ nach sich ziehen würde. Der sowjetische Chefberater der SFL-Schule, jener, der Bamler riet, in seine Wohnung zu fahren, belastete diesen schwer und empfahl der Untersuchungskommission, Bamler von allen Ämtern in der KVP zu entbinden und ihn zu pensionieren. Dem schloss sich die Kommission bei ihrer Urteilsfindung an.
Noch vor der KVP-Kommission beschäftigte sich die Parteikontrollkommission (PKK) mit dem Fall Bamler. Sie stützte sich bei ihren Untersuchungen maßgeblich auf Aussagen einiger sowjetischer Berater, die mit Bamlers Leistungen unzufrieden waren und kam zu dem Schluss, dass dessen Verfehlungen ein „großer politischer Fehler“ gewesen seien. Das eingeleitete Parteiverfahren gegen Bamler wurde jedoch auf Wunsch der sowjetischen Berater eingestellt. An Stelle des Parteiverfahrens kam es am 1. September 1953 „lediglich“ zu einer „Aussprache“ mit der politischen Verwaltung der KVP unter ihrem Vorsitzenden Oberst Otto Schwab. Schwab kam zu dem Schluss, dass Bamler die Ziele der Staatspartei zwar grundsätzlich verfolge, aber nicht bereit sei, in auftretenden Krisensituationen energisch genug durchzugreifen und über seinen „eigenen Schatten zu springen“. In diesem Zusammenhang beschimpfte Schwab Bamler als „Dekorationssozialisten.“ Bamler erhielt keine Parteistrafe, aber seine Karriere in der KVP neigte sich dem Ende zu.

#### Entlassung
Am 28. Oktober 1953 unterbreitete Innenminister Willi Stoph mit Anordnung 13/53 dem Ministerpräsidenten der DDR Otto Grotewohl den Vorschlag, Bamler vom Amt des Leiters der SFL-Schule zu entbinden und ihn zum 31. Dezember 1953 zu pensionieren. Stoph folgte damit der Empfehlung der KVP-Kommission. Der entsprechende Kaderbefehl datiert vom 5. November 1953. Bamler war zu diesem Zeitpunkt 58 Jahre alt. Seine Versetzung in den Ruhestand war Teil einer umfassenden Säuberungsaktion innerhalb der bewaffneten Organe der DDR. Ihr fielen 1953 insgesamt 3436 Offiziere (darunter drei Generale) zum Opfer. Neben Bamler wurden die Generale Walter Freytag – aus Altersgründen – und Bernd Weinberger – ebenfalls wegen Verfehlungen im Zusammenhang mit dem 17. Juni – ihrer Ämter enthoben, Freytag unter Verlust seines Generaldienstgrades infolge Degradierung. In Gegensatz dazu kam Bamler glimpflich davon und erhielt für damalige Verhältnisse eine relativ hohe Pension in Höhe von 924 Mark monatlich.

### Weitere Verwendungen

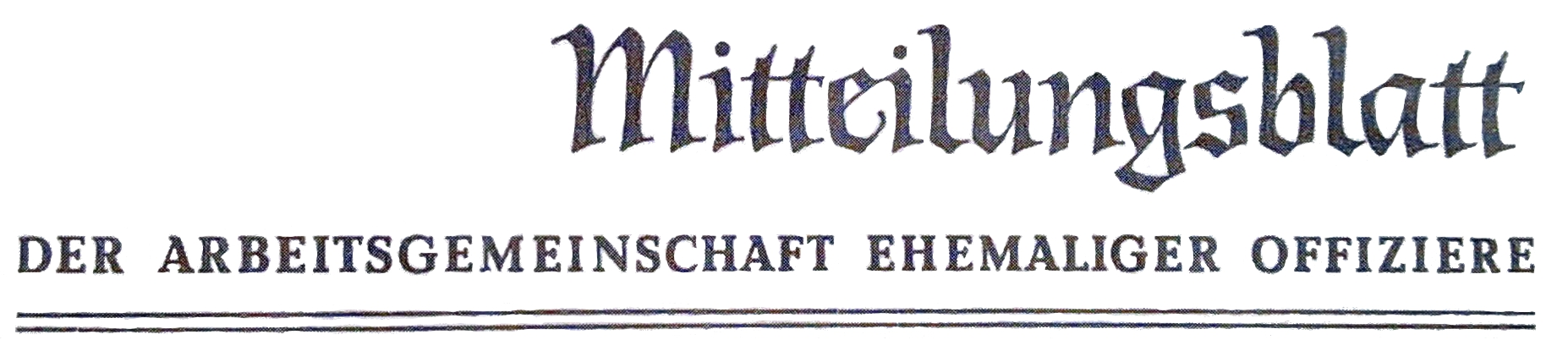
Für das Mitteilungsblatt der Arbeitsgemeinschaft ehemaliger Offiziere verfasste Bamler zahlreiche Artikel und Beiträge.

In der Folgezeit wurde es um Bamler ruhig. Doch bald schon begann er sich wieder für Militärstudien zu interessieren und belebte seine Kontakte zu ehemaligen Kameraden des NKFD, darunter dem 1953 repatriierten Friedrich Paulus, den er in seiner Villa in Dresden besuchte.
1956 trat Bamler wieder öffentlich in Erscheinung. Im Dienst des Ministeriums für Nationale Verteidigung (MfNV) arbeitete er bis Ende 1959 als freischaffender wissenschaftlicher Mitarbeiter für ein monatliches Honorar von 700 Mark. In dieser Zeit erschienen von Bamler im Auftrag des Militärgeschichtlichen Instituts der DDR mit Sitz in Potsdam mehrere Studien zum Thema Militärwissenschaft und Militärpolitik. Am 1. Februar 1957 starb Paulus in Dresden. Am Rande der Trauerfeierlichkeiten beschlossen ehemalige hochrangige Soldaten der Wehrmacht die Gründung der Arbeitsgemeinschaft ehemaliger Offiziere (AeO). Diese Idee wurde seitens der SED nicht nur toleriert, sondern gefördert. Im Oktober 1957 trat das Initiativkomitee, unter ihnen Bamler, zur Bildung der AeO zusammen. Am 11. Januar 1958 fand die konstituierende Gründerversammlung in Ostberlin statt. Initiatoren waren neben Bamler Korfes, Lattmann, Steidle, Homann und van Hooven. Im Januar 1958 nahm die Gemeinschaft ihre Arbeit auf. Bamler war Gründungs- und Vorstandsmitglied. 1958 kritisierte er im Mitteilungsblatt der AeO unter dem Titel Ehemalige Hitlergenerale im Dienst der NATO das 1955 von Erich von Manstein erschienene Buch Verlorene Siege als Beweis für seine Behauptung:

„Das niedrige moralische Antlitz und die Verlogenheit und Verworfenheit dieses führenden Vertreters alt- und neudeutschen Militarismus!“

Im selben Jahr erschien unter der Regie von Annelie und Andrew Thorndike der DEFA-Dokumentarfilm Unternehmen Teutonenschwert, an dem Bamler mitgewirkt hatte. Darin wurde Hans Speidel, damals Generalleutnant der Bundeswehr, mit dem Attentat auf König Alexander I. und Louis Barthou in Marseille in Verbindung gebracht. In diesem Zusammenhang sagte Bamler unter Eid aus, dass Hauptmann Speidel von Canaris für „entsprechende Spionagetätigkeiten“ in Frankreich seinerzeit freigestellt worden sei.
1959 soll Bamler für das Ministerium für Staatssicherheit gearbeitet haben. Allerdings mangelt es hierfür an einem konkreten Beweis. Ausgeschlossen werden kann in diesem Zusammenhang nicht, dass der ehemalige NS-Geheimdienstler sein Know-how, in welcher Form auch immer, dem MfS zur Verfügung gestellt hat und zumindest in beratender Funktion am Aufbau des Staatssicherheitsorgans beteiligt war. In diesem Zusammenhang wird auch eine Mitarbeit Bamlers bei der vom MfS getrennt operierenden Verwaltung Aufklärung der NVA genannt. Aufgrund der Rosenholz-Dateien steht inzwischen steht fest, dass Bamler von 1954 bis 1964 als Inoffizieller Mitarbeiter des MfS geführt wurde.
Das öffentliche Interesse um seine Person erreichte Anfang der 1960er Jahre ihren Höhepunkt. Bamler war gefragt und öffentliche Auftritte an der Tagesordnung. Neben unzähligen propagandistischen Aktivitäten war Bamler mehrfach Gast in diversen Veranstaltungen mit NVA-Militärs, aber auch Politikern und in Kulturklubs der Republik, wobei er gegen den „westlichen Militarismus,“ insbesondere den des Klassenfeindes in der BRD, agitierte. Sein Spezialgebiet blieb weiterhin die Entlarvung und Enttarnung ehemaliger Generale der Wehrmacht in den Reihen der Bundeswehr. Prominentestes Beispiel dieser Zeit war Generalleutnant Adolf Heusinger, den er als Verräter der Männer des 20. Juli 1944 titulierte.
Auch an seinem ehemaligen Vorgesetzten bei der Abwehr, Canaris, ließ Bamler kein gutes Haar. So trat Bamler der in Westdeutschland publizierten Glorifizierung Canaris als Friedensengel entschieden entgegen. In diesem Zusammenhang verfasste Bamler weitere zahlreiche Artikel für Zeitschriften und Journale. Darüber hinaus war er im Radio und Fernsehen vertreten. Interessant ist die Tatsache, dass Bamler seine in den 1960er Jahren erschienenen Beiträge, insbesondere im Mitteilungsblatt der AeO, stets mit seinem letzten Wehrmacht-Dienstgrad Generalleutnant a. D. signierte und nicht als Generalmajor der VP a. D. Seine offen ablehnende Haltung gegenüber dem „Westdeutschen Militarismus“ bescherte Bamler auf Grund seiner eigenen „braunen Karriere“ während des Nationalsozialismus Spott und Hohn in der Bundesrepublik Deutschland. Besonders der Autor Hans Bernd Gisevius bezeichnete den ehemaligen Generalleutnant als „angebraunten Spitzel“ und „infamen Burschen“. Bamler war jedoch nicht ausschließlich Kritiker der Bundesrepublik. So vertrat er auch die Idee einer „friedlichen Koexistenz“ beider deutscher Staaten. Andererseits rief er jedoch erneut zum „Kampf gegen den westdeutschen Militarismus“ auf. Bamlers „Wankelmütigkeiten“ stehen dabei als Sinnbild für seine gesamte Militärdienstzeit. Sie reflektieren einen Offizier, dem es stets gelang, sich den Gegebenheiten und Umständen seiner Zeit und den herrschenden politischen Begebenheiten anzupassen, um jeweils Vorteile für sich zu erlangen. 1962 trat Bamler in den Ruhestand.

### Letzte Jahre

Die Grabstelle von Rudolf und Auguste Bamler im September 2012. Der Namenszug seiner zweiten Frau auf dem Grabstein ist durch Sträucher teilweise verdeckt.

Anlässlich des Tages der Nationalen Volksarmee am 1. März 1966 wurde Bamler, der im gleichen Jahr seinen 70. Geburtstag beging, der Vaterländische Verdienstorden in Silber verliehen, nach dem Karl-Marx-Orden der zweithöchste Orden der Republik. Generaloberst Heinz Hoffmann, der Bamler 1953 noch politisches Versagen vorgeworfen hatte, würdigte in diesem Zusammenhang sein Wirken in der KVP bei der Stärkung der Arbeiter-und-Bauern-Macht.
1968 und nochmals 1982, zehn Jahre nach seinem Tod, geriet Bamler in den Fokus der Staatssicherheit, die im Rahmen von „Suchaufträgen“ seine NS-Vergangenheit untersuchte. Es sind keine Ergebnisse oder Konsequenzen bekannt.
Am 13. März 1972 verstarb Bamler im Alter von 75 Jahren in Groß Glienicke (Potsdam), wo er auch bestattet wurde.

## Werke Bamlers (Auswahl)
- Der Feldzug der ungenutzten Möglichkeiten (1957)[126]
- Operation Polarfuchs. War der Plan des Hitlerschen OKW eines Angriffs auf das neutrale Schweden im Jahr 1943 ein strategischer Schubladenentwurf? (Manuskriptentwurf 1957)[126]
- Der deutsche militärische Geheimdienst bei der Vorbereitung und Durchführung des zweiten Weltkrieges – Tabu der westdeutschen Geschichtsschreibung. In: Militärwesen. Heft 1 1958.[127]
- Die Rolle des deutschen militärischen Geheimdienstes bei der Vorbereitung und Provozierung des zweiten Weltkrieges. In: Mitteilungsblatt der AeO. Nr. 2 1958.[127]
- Wir schützen unseren Frieden. In: Mitteilungsblatt der AeO. Nr. 4 1963.[127]